# Stato Rosenberg
Col termine di Stato Rosenberg (in lingua ceca Rožmberské dominium), si indica un vasto possedimento feudale di proprietà della famiglia Rosenberg che nel corso del medioevo e sino all'inizio del XVII secolo detenne la parte meridionale del Regno di Boemia.

## Storia
Lo stato Rosenberg andò a costituirsi ufficialmente nel 1302 quando vennero uniti per la prima volta i possedimenti dei signori di Krumlov con le signorie di proprietà della famiglia Rosenberg, ponendo la capitale del nuovo dominio a Ceský Krumlov. A differenza delle precedenti entità feudali sparse, il cosiddetto "Stato Rosenberg" occupava tutta la parte meridionale della Boemia (moderna Repubblica Ceca) e pertanto la famiglia si qualificava come la più importante tra quelle aristocratiche della corona boema.
Sia la signoria di Krumlov che i domini dei Rosenberg appartenevano alla stessa casata ma dalla fine del XII secolo i possedimenti erano stati divisi tra due rami che vennero nel 1302 a confluire nelle mani di una sola persona, Enrico I di Rosenberg. Lo stato rimase in auge sino all'estinzione della casata dei Rosenberg, quando lo stato rientrò nelle mani della corona di Boemia e venne riassegnato come ducato alla casata degli Eggenberg.